# پیتر ساپانوش
پیتر ساپانوش (انگلیسی: Péter Szappanos؛ زادهٔ ۱۴ نوامبر ۱۹۹۰) بازیکن فوتبال اهل مجارستان است.
وی همچنین در تیم ملی فوتبال مجارستان بازی کرده‌است.